# Henryk Antczak
Henryk Antczak (ur. 10 lutego 1953 w Wyszynach Kościelnych) – polski ekonomista i samorządowiec, radny sejmiku województwa mazowieckiego z ramienia PSL, burmistrz Mławy w latach 1994–2002.

## Życiorys
Ukończył studia z zakresu organizacji i zarządzania w Szkole Głównej Handlowej. Kształcił się również w Wyższej Szkole Humanistycznej w Pułtusku w zakresie administracji samorządowej i państwowej. Pracował w administracji PKS Mława, był przewodniczącym rady pracowniczej i członkiem NSZZ „Solidarność”. W 1993 wojewoda ciechanowski powołał go na zarządcę komisarycznego Mławskiej Fabryki Obuwia „Syrena”.
Od 1994 do 2002 był radnym i burmistrzem Mławy. W 2006 i 2010 z ramienia Polskiego Stronnictwa Ludowego uzyskiwał mandat radnego sejmiku mazowieckiego III i IV kadencji. W 2011 był kandydatem PSL do Senatu. W 2014 i 2018 zostawał radnym powiatu mławskiego V i VI kadencji.
Związany z lokalnymi organizacjami społecznymi, został honorowym prezesem klubu sportowego MKS Mława oraz prezesem Stowarzyszenia Samorządowego „Nasze Miasto”. Działacz Ochotniczej Straży Pożarnej. W 1997 został odznaczony Srebrnym Krzyżem Zasługi.